# Jamais seul (Doctor Who)
Jamais seul (Listen) est le quatrième épisode de la huitième saison de la seconde série télévisée britannique de science-fiction Doctor Who, diffusé sur BBC One le 13 septembre 2014.

## Accroche
Le Docteur a une nouvelle théorie sur ce qui se cache au coin de notre œil ou sous notre lit. Il recrute Clara, en plein doute sentimental, pour l'aider à vérifier ses hypothèses.

## Distribution
- Peter Capaldi : Douzième Docteur
- Jenna Coleman : Clara Oswald
- Samuel Anderson : Danny Pink / Orson Pink
- Remi Gooding : Rupert Pink
- Robert Goodman : Reg
- Kiran Shah : Silhouette

### Version française
- Version française - Dubbing Brothers
- Adaptation - Olivier Lips & Rodolph Freytt
- Direction artistique - David Macaluso
- Chargée de production - Jennifer Harvey
- Mixage - Marc Lacroix

Avec les voix de
- Philippe Résimont - le Docteur
- Marielle Ostrowski - Clara
- Frédéric Nyssen - Danny
- Robert Dubois - Surveillant de nuit
- Maho Carpino - Rupert

## Résumé
Clara Oswald rencontre son collègue professeur de Coal Hill, Danny Pink, pour leur premier rendez-vous galant dans un restaurant. Cependant, les choses tournent vite très mal quand le sujet de son temps sous les drapeaux est mis sur la table, et ils s'offensent mutuellement par leur manque de tact. De retour chez elle, elle découvre que le Docteur l'y attend et a besoin de son aide. Alors qu'ils entrent dans le TARDIS, il se demande si tout être vivant a un compagnon permanent, en utilisant le 'rêve' que tous les enfants font qu'une main venant de dessous leur lit les saisit pendant la nuit. Clara commence par rejeter cette affirmation, mais accepte de visiter son enfance afin qu'ils puissent enquêter. Elle utilise le circuit télépathique du TARDIS pour essayer de se verrouiller sur l'événement, mais, quand son esprit est distrait par le souvenir de Danny, ils finissent dans un orphelinat du Gloucester au milieu des années 1990, où Clara a le choc de rencontrer Rupert Pink ; il s'agit de Danny, enfant, avant qu'il ne change son prénom.
Clara essaie de convaincre Rupert qu'il n'y a rien sous son lit, alors qu'il s'en écarte tellement il en a peur. Ils rampent dessous, et à ce moment-là quelque chose s'assied dessus, bien que Rupert dise que rien d'autre n'est entré dans la pièce depuis qu'ils parlent. Sortant de leur cachette, il découvrent une silhouette sous les couvertures de Rupert, et le Docteur, qui apparaît soudain, exige qu'ils se retournent et promettent qu'ils ne la regarderont pas. Ils font ainsi, et la silhouette s'échappe par la porte. Voulant guérir Rupert de sa peur en utilisant des petits soldats de plastique sous son lit comme 'protection', Clara se trouve involontairement à l'origine de son prénom ultérieur, Danny, et de son orientation militaire, lorsque Rupert baptise le chef des soldats Dan.
Se sentant coupable pour la façon dont elle a quitté son rendez-vous, Clara retourne au restaurant, quelques instants après que la version antérieure d'elle-même l'a quittée. Elle renoue les liens avec Danny, mais lorsqu'elle l'appelle par hasard Rupert, il devient suspicieux, se demandant comment il connait son ancien nom, et il l'accuse de délibérément se moquer de lui. Il part furieux, au moment même où une silhouette en scaphandre spatial appelle Clara vers le TARDIS. Pensant au départ que le personnage en costume est le Docteur, Clara est secouée quand il ôte son casque pour révéler un homme ayant une très forte ressemblance avec Danny, que le Docteur dit être 'Orson Pink', un des premiers voyageurs temporels de la Terre, qui serait originaire de 100 ans dans l'avenir de Clara. Le Docteur l'a récupéré à la fin de l'univers, où il était naufragé au cours de ses voyages dans le temps. Il est aussi suggéré qu'Orson a parmi ses ancêtres un voyageur du temps, et il a toujours le soldat que Clara a donné à Danny dans les années 1990 ; cela suggère que Danny et Clara sont les arrière-grands-parents d'Orson.
Le Docteur emmène Clara et Orson au vaisseau d'Orson, et leur montre le paysage de la dernière planète de l'univers, où Orson était naufragé, et révèle que quelque chose dont le Docteur pense être l'entité, le constant et terrifiant compagnon sur lequel le Docteur enquête, tente d'entrer par un sas du vaisseau spatial. Le Docteur déverrouille la porte et force Clara et Orson à rentrer dans le TARDIS puis se confronte à l'entité. La bulle atmosphérique du vaisseau se disperse alors que le Docteur est sur le point de voir la créature, il est sauvé au dernier moment par Orson. Alors qu'il est toujours inconscient, Clara doit faire usage des circuits télépathiques du TARDIS pour échapper à la planète et à ce qui semble être une créature qui essaie d'entrer.
Sortant du TARDIS, qui a atterri à un endroit inconnu, Clara se retrouve dans une vieille grange, où un enfant est dans son lit, pleurant sous les couvertures. Clara s'approche de l'enfant, mais est forcée de se cacher sous le lit lorsque deux personnes entrent et tentent de convaincre l'enfant de quitter son refuge. Entendant leur conversation, Clara comprend que l'enfant est en fait le Docteur, et que ses parents tentent de le convaincre de devenir un soldat parce qu'ils ne pensent pas qu'il est capable de devenir un véritable Seigneur du Temps. Après leur départ, Clara saisit accidentellement la jambe du Docteur quand il essaie de quitter son lit, et elle comprend qu'elle est le monstre sous le lit du Docteur. Après avoir convaincu le jeune Docteur de retourner dormir, elle le console, et révèle qu'un jour il reviendra dans cette grange. Clara retourne ensuite à l'intérieur du TARDIS et fait promettre au Docteur de ne jamais essayer de savoir où ils viennent de se poser, le laissant ignorant de ce qu'elle a fait.
Ramenant Clara sur Terre et Orson à son époque, le Docteur décide qu'il n'y a pas de créature sous les lits. Clara, pendant ce temps, se rend chez Danny, où ils s'excusent pour les choses blessantes qu'ils se sont dites et ils s'embrassent.

### Continuité
- La grange dans laquelle Le Docteur enfant dort est la même que celle où Le Docteur de la Guerre tente d'utiliser le Moment dans Le Jour du Docteur.
- Lorsque Le Docteur se réveille dans le Tardis, il s'exclame « Des Sontariens sont en train de changer le cours de l'histoire de l'humanité ! » (« The Sontarans are perverting the course of human history ! »), les premiers mots du Quatrième Docteur après sa régénération.

## Fuite avant diffusion
Le script complet de cet épisode et de quelques autres de la saison 8 a été mis en ligne début juillet 2014 à la suite d'une erreur de la filiale BBC Miami. Celle-ci avait mis les fichiers sur un serveur accessible de l'extérieur, où les fichiers pouvaient être indexés par les moteurs de recherche. À la fin du mois d'août, une vidéo de travail en noir et blanc de l'épisode complet provenant de la même source a été mise en ligne.

## Réception
L'épisode a été nommé pour un Prix Hugo.

## Lien
- (en) Jamais seul sur l’Internet Movie Database